# Alejandro González (calciatore)
Alejandro Damián González Hernández (Montevideo, 23 marzo 1988) è un calciatore uruguaiano, difensore dell'Oriental.

## Caratteristiche tecniche
Difensore centrale destro, che all'occorrenza può giocare anche come terzino destro, fa della velocità, dell'aggressività e della determinazione le sue doti principali e migliori.

## Carriera

### Club

#### Peñarol e prestiti in Sudamerica
Inizia a giocare in prima squadra nel 2005 con il Peñarol, in Uruguay, esordendo nel massimo campionato nazionale. Nei due anni successivi consolida la sua posizione in prima squadra, vincendo nel 2008 il Torneo di Clausura. Nella stagione 2008-2009 gioca in prestito al Tacuarembó e poi l'anno successivo in Perù, allo Sporting Cristal. In questa stagione diventa titolare inamovibile ella difesa mettendo insieme 41 presenze e un gol. Tornato al Peñarol, nel periodo che va dal 2010 al 2013 con la maglia giallonera colleziona 78 presenze e un gol diventandone nell'ultima stagione il capitano.

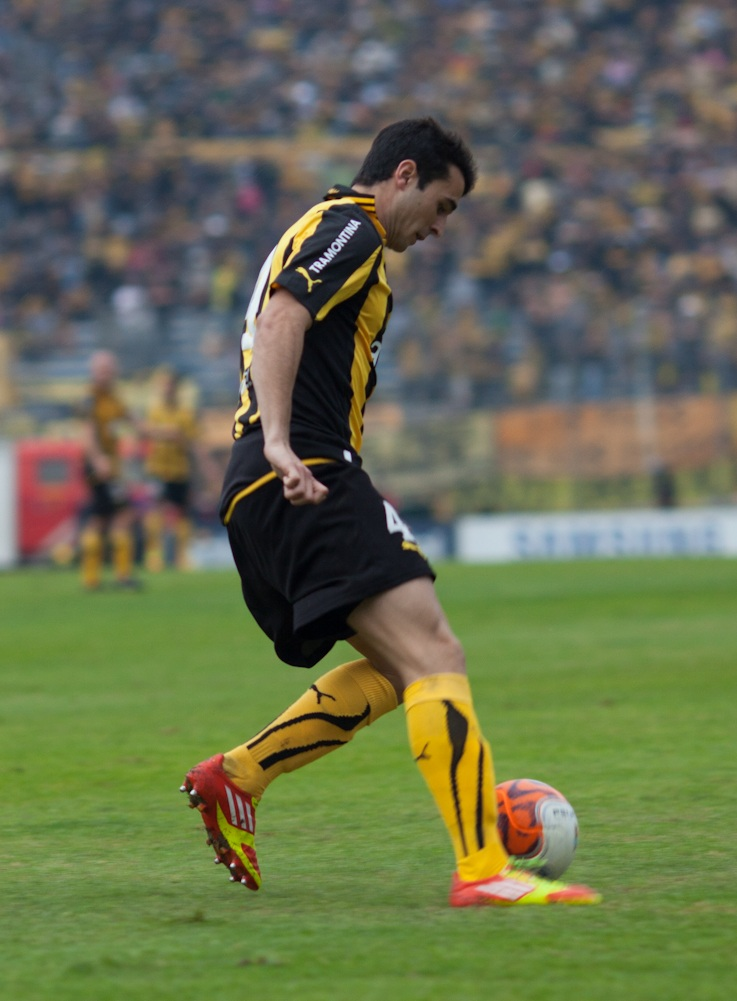
Alejandro González in azione con la maglia del Peñarol nel 2012.

#### Arrivo in Italia
Il 28 giugno 2013 passa a titolo definitivo alla società italiana dell'Hellas Verona, con un contratto di durata quadriennale. Esordisce in Serie A e con la maglia gialloblu il 22 settembre 2013 nella partita di campionato Juventus-Hellas Verona (2-1). Nel corso della stagione si mette in luce per l'aver causato 4 rigori in appena 13 presenze in campionato. Inizia il campionato 2014-2015 ancora con il Verona, il 23 novembre 2014 fa il suo esordio stagionale nella sconfitta interna per 2-1 contro la Fiorentina.

#### Prestiti dal Verona
L'8 gennaio 2015 passa al Cagliari in prestito con diritto di riscatto. Fa il suo esordio con la maglia rossoblù il 14 gennaio 2015 nella partita Cagliari-Parma valida per gli ottavi di finale di Coppa Italia, mentre in campionato il suo esordio è il 24 gennaio 2015 in Cagliari-Sassuolo (2-1).
La stagione successiva passa in prestito con diritto di riscatto alla Ternana, fa il suo esordio con il club umbro alla prima giornata di campionato nella trasferta di Trapani andando a segno alla quarta giornata nella partita casalinga disputata contro il Livorno.
Il 19 luglio 2016 passa all'Avellino con la formula del prestito.
Nell'estate 2017 fa ritorno al Verona dove tuttavia viene messo fuori rosa. Il 30 gennaio 2018 passa in prestito con diritto di riscatto al Perugia

#### Ritorno in Sud America
Il 31 luglio 2018, passa a titolo gratuito al Palestino, militante nella massima divisione del Cile. Nella stagione 2018-2019, giocherà 17 partite senza andare a segno.
Il 24 luglio 2019, passa in Ecuador, firmando per il Barcelona Sporting Club. Lascerà il club dopo appena 9 presenze in 6 mesi, tornando in patria per il Defensor Sporting. In un anno, totalizzerà 15 presenze totali in campionato.
Il 3 gennaio 2021, González approda in Perù, tornando allo Sporting Cristal dopo 12 anni dall'ultima volta, sovrascrivendo un contratto annuale.
Dopo 13 presenze in campionato, il 3 febbraio 2022 firma per l'Universidad San Martin. Questa sua nuova esperienza sarà sopra le aspettative, scendendo in campo per 31 volte, diventando un pilastro della squadra.
Il 25 gennaio 2023, torna di nuovo in Uruguay, firmando per il Miramar Misiones: nella conferenza di presentazione, ha sottolineato un ritorno al Peñarol, dicendo che "deve ancora tornarci".

### Nazionale
Ha iniziato la trafila con la nazionale del suo paese in Under-17, venendo inserito nella lista dei convocati del mondiale Under-17 del 2005, dove non supera la fase a gironi.
Nel 2007, sotto la guida del c.t. Ferrin Rodriguez, ha fatto parte della spedizione al mondiale Under-20 in Canada, venendo sconfitto agli ottavi per mano degli USA, raccogliendo in totale 4 presenze.

## Statistiche

### Presenze e reti nei club
Statistiche aggiornate al 25 giugno 2018.
| Stagione             | Squadra              | Campionato           | Campionato | Campionato | Coppe nazionali | Coppe nazionali | Coppe nazionali | Coppe continentali | Coppe continentali | Coppe continentali | Altre coppe | Altre coppe | Altre coppe | Totale | Totale |
| Stagione             | Squadra              | Comp                 | Pres       | Reti       | Comp            | Pres            | Reti            | Comp               | Pres               | Reti               | Comp        | Pres        | Reti        | Pres   | Reti   |
| -------------------- | -------------------- | -------------------- | ---------- | ---------- | --------------- | --------------- | --------------- | ------------------ | ------------------ | ------------------ | ----------- | ----------- | ----------- | ------ | ------ |
| 2005-2006            | Peñarol              | PD                   | 26         | 0          | -               | -               | -               | CL                 | 0                  | 0                  | -           | -           | -           | 26     | 0      |
| 2006-2007            | Peñarol              | PD                   | 30         | 0          | -               | -               | -               | CL                 | 0                  | 0                  | -           | -           | -           | 30     | 0      |
| 2007-2008            | Peñarol              | PD                   | 30         | 1          | -               | -               | -               | CL                 | 2                  | 0                  | -           | -           | -           | 32     | 1      |
| 2008                 | Tacuarembó           | CD                   | 10         | 0          | -               | -               | -               | CL                 | 2                  | 0                  | -           | -           | -           | 12     | 0      |
| 2009                 | Sporting Cristal     | CD                   | 41         | 1          | -               | -               | -               | CL                 | 2                  | 0                  | -           | -           | -           | 43     | 1      |
| gen.-mag. 2010       | Peñarol              | PD                   | 8          | 0          | -               | -               | -               | CL                 | 0                  | 0                  | -           | -           | -           | 8      | 0      |
| 2010-2011            | Peñarol              | PD                   | 15         | 0          | -               | -               | -               | CL                 | 14                 | 0                  | -           | -           | -           | 29     | 0      |
| 2011-2012            | Peñarol              | PD                   | 27         | 1          | -               | -               | -               | CL                 | 6                  | 0                  | -           | -           | -           | 33     | 1      |
| 2012-2013            | Peñarol              | PD                   | 28         | 0          | -               | -               | -               | CL                 | 6                  | 0                  | -           | -           | -           | 34     | 0      |
| Totale Peñarol       | Totale Peñarol       | Totale Peñarol       | 164        | 2          |                 | -               | -               |                    | 28                 | 0                  |             | -           | -           | 192    | 2      |
| 2013-2014            | Verona               | A                    | 13         | 0          | CI              | 0               | 0               | -                  | -                  | -                  | -           | -           | -           | 13     | 0      |
| 2014-gen.2015        | Verona               | A                    | 5          | 0          | CI              | 0               | 0               | -                  | -                  | -                  | -           | -           | -           | 5      | 0      |
| Totale Hellas Verona | Totale Hellas Verona | Totale Hellas Verona | 18         | 0          |                 | 0               | 0               |                    | -                  | -                  |             | -           | -           | 18     | 0      |
| gen.-giu. 2015       | Cagliari             | A                    | 7          | 0          | CI              | 1               | 0               | -                  | -                  | -                  | -           | -           | -           | 8      | 0      |
| 2015-2016            | Ternana              | B                    | 40         | 1          | CI              | 0               | 0               | -                  | -                  | -                  | -           | -           | -           | 40     | 1      |
| 2016-2017            | Avellino             | B                    | 35         | 0          | CI              | 1               | 0               | -                  | -                  | -                  | -           | -           | -           | 35     | 0      |
| 2017- gen.2018       | Verona               | A                    | 0          | 0          | CI              | 0               | 0               | -                  | -                  | -                  | -           | -           | -           | 0      | 0      |
| gen-giu-2018         | Perugia              | B                    | 2          | 0          | CI              | 0               | 0               | -                  | -                  | -                  | -           | -           | -           | 2      | 0      |
| Totale carriera      | Totale carriera      | Totale carriera      | 317        | 4          |                 | 2               | 0               |                    | 30                 | 0                  |             | -           | -           | 349    | 4      |

## Palmarès

### Club

#### Competizioni nazionali
- Campionato uruguaiano: 2

Peñarol: 2009-2010, 2012-2013
- Copa Chile: 1

Palestino: 2018